# Santa Cruz de Jerusalém (título cardinalício)
O título cardinalício de Santa Cruz de Jerusalém foi instituído em torno de 600 pelo papa Gregório I para substituir o de São Nicomedes na Via Nomentana, que foi excluído. O título ainda reside na basílica fundada pela imperatriz Santa Helena, mãe de Constantino I, a Basílica de Santa Cruz em Jerusalém.
Nesta basílica teria morrido, segundo a tradição, o papa Silvestre II.

## Titulares
- Giovanni (?) (1012-1033)
- Amico seniore, O.S.B. (1088-circa 1120)
- Amico iuniore, O.S.B. (1120-1122)
- Gerardo Caccianemici dell'Orso, Cônego regular (1122-1144) Eleito Papa Lúcio II
- Thibaud (ou Théobald), O.S.B. (1171-1178)
- Ardoino (ou Arduino da Piacenza), Cônego regular (1178-circa 1184)
- Domnus Albini (ou Albino da Milano), Cônego regular (1185-1189)
- Leone Brancaleone, Cônego regular de Saint Frigdien (1202-1230)
- Pietro d'Aquila, O.S.B. (1294-1298)
- Teodorico Ranieri (ou Thierry) (1298 - 1299)
- Raymond de Canillac, C.R.S.A. (1350-1361)
- Guy de Malesec (ou Maillesec) (1375-1384)
- Cosma Gentile Migliorati (ou Cosimo) (1389-1404) Eleito 'Papa Inocêncio VII
- Giovanni Migliorati (1405-1410)
- Francesco Lando (1411-1424)
- Niccolò Albergati, O.Cart. (1426-1433)
- Domenico Capranica (1444-1458)
- Angelo Capranica (1460-1472)
- Pedro González de Mendoza (1478-1495)
- Bernardino López de Carvajal (1495-1507); in commendam (1507-1511)
- Antonio Maria Ciocchi del Monte, in commendam (1511-1527)
- Francisco de los Angeles Quiñones (1527-1540)
- Marcello Cervini (1540-1555) Eleito Papa Marcelo II
- Bartolomé de la Cueva y Toledo (1555-1562)
- Gianantonio Capizucchi (1562-1565)
- Francisco Pacheco de Toledo (1565-1579)
- Alberto VII da Áustria (1580-1598)
- Francisco de Ávila (ou Dávila) (1599-1606)
- Ascanio Colonna (1606)
- Antonio Zapata y Cisneros (1606-1616)
- Gaspar de Borja y Velasco (ou Bórgia) (1616-1630)
- Baltasar Moscoso y Sandoval (1630-1665)
- Alfonso Michele Litta (1666-1679)
- Juan Everardo Nithard (ou Nidhardus, ou Neidarth, ou Neidhardt, ou Nidhard, ou Neithardt, ou Neidthardt), S.J. (1679-1681)
- Decio Azzolini, Jr. (1681-1683)
- Vacante (1683-1689)
- Pedro de Salazar Gutiérrez de Toledo (1689-1706)
- Ulisse Giuseppe Gozzadini (1709-1728)
- Prospero Lambertini (1728-1740) Eleito Papa Bento XIV
- Giuseppe Firrao, Sr. (1740-1744)
- Gioacchino Besozzi, O. Cist. (1744-1755)
- Luca Melchiore Tempi (1757-1762)
- Ludovico Valenti (1762-1763)
- Niccolò Serra (1766-1767)
- Vacante (1767-1775)
- Antonio Eugenio Visconti (1775-1788)
- František Herzan von Harras (1788-1804)
- Vacante (1804-1816)
- Alessandro Malvasia (1816-1819)
- Giacinto Placido Zurla, O.S.B.Cam. (1823-1834)
- Alessandro Giustiniani (1834-1843)
- Antonio Maria Cagiano de Azevedo (1844-1854)
- Ján Krstiteľ Scitovský (1854-1866)
- Raffaele Monaco La Valletta (1868-1884)
- Lucido Parocchi (1884-1889)
- Pierre-Lambert Goossens (1889-1906)
- Benedetto Lorenzelli (1907-1915)
- Willem Marinus van Rossum, C.Ss.R. (1915-1932)
- Pietro Fumasoni Biondi (1933-1960)
- Giuseppe Antonio Ferretto (1961)
- Efrem Forni (1962-1976)
- Victor Razafimahatratra, S.J. (1976-1993)
- Miloslav Vlk (1994- 2017)
- Juan José Omella Omella (2017 - atual)

## Ligação Externas
- «GCatholic» (em inglês)
- «Catholic Hierarchy» (em inglês)